# Beton (Schriftart)

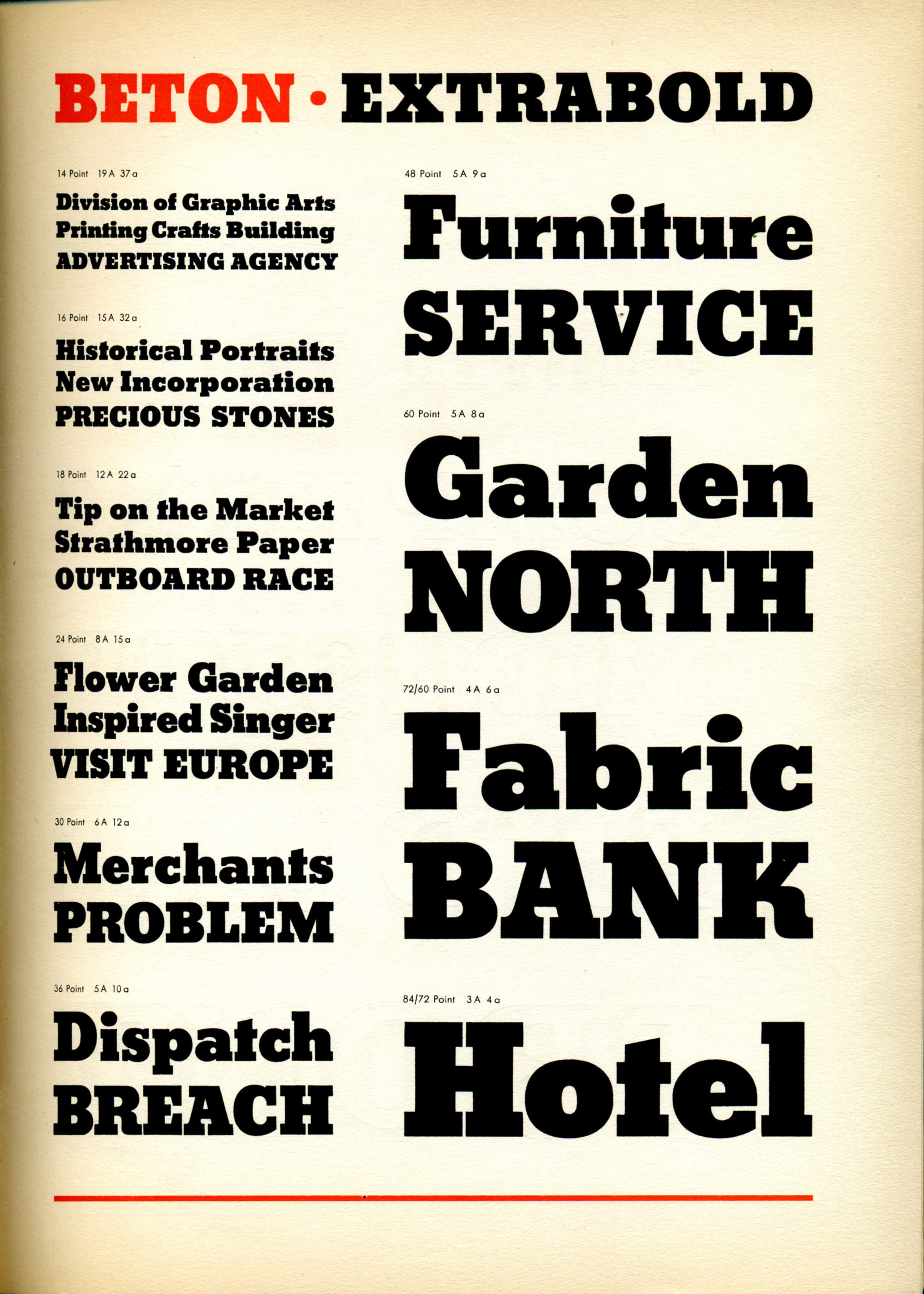
Schriftprobe Beton extrafett

Die Beton ist eine serifenbetonte Linear-Antiqua, auch Egyptienne genannt. Heinrich Jost entwarf sie von 1930 bis 1936 für die Bauersche Gießerei in Frankfurt am Main in den Schriftschnitten Beton, Beton halbfett, Beton fett, Beton extrafett, Beton schmalhalbfett und schmalfett und Beton licht. Die Beton diente der Rockwell als Vorbild.